# Пшурновиці (Битча)
Пшурновіце — (словац. Pšurnovice), село (обец) в складі Окресу Битча розташоване в Жилінському краї Словаччини. Адміністративно Пшурновіце приналежне до обеца Битча. 

## Загальні дані
Обец Пшурновіце розташований на східних схилах Під'яворницького підвищення в межах Битчанської котловині — орієнтовне розташування — супутникові знимки [Архівовано 25 серпня 2011 у WebCite]. Обец розтягнувся вздовж Пшурновіцького потоку, що впадає в Гріцовський канал. Пшурновіце знаходиться за 4 кілометри від центру однойменного окресу — містечка Битча.